# Juan José Timón

Juan José Timón (Fray Bentos 18 de noviembre de 1937, Montevideo 13 de julio de 2001) fue un ciclista uruguayo.

## Biografía
Nacido en la ciudad de Fray Bentos (Río Negro), se inició en el ciclismo competitivo a los 17 años de edad. A los 20 se trasladó a Montevideo para competir por el Club Atlético Olimpia y a partir de allí integró la selección uruguaya.
Formó parte de una generación de oro en la década de los sesenta, cuando el ciclismo uruguayo estaba en su esplendor. 
En 1961 ganó la Vuelta de México, un año más tarde conquistó la medalla de bronce en el campeonato del mundo en 4 x 100 km.
En ese mismo año triunfó por segunda vez en la Vuelta de México, confirmándose como uno de los exponentes del ciclismo latinoamericano.
Los resultados despertaron el interés de los europeos y en 1963, después del título en los panamericanos de San Pablo, viajó a Italia en donde logró 4 victorias.
En 1964 participó en las Olimpíadas de Tokio, consiguió 6 triunfos en Europa, y en 1965 volvió a Uruguay para liderar al Club Atlético Olimpia, en busca del título más importante de su carrera, la Vuelta Ciclista del Uruguay, la cual conquistó así como también venció por equipos.
Con el sueño realizado, Timón aceptó la invitación para volverse profesional en Italia compitiendo por el equipo Molteni, pero no logró brillar y retornó a Montevideo.
Pero en aquella época el ciclismo era predominantemente amateur y su experiencia como profesional le impedía reglamentariamente volver a competir por lo cual optó por abandonar el ciclismo activo.
En 1968 emigró a Brasil y asumió como director técnico de la selección brasileña y más tarde al equipo de Bicicletas Caloi en donde llevó a sus dirigidos a innumerables triunfos.
Retorno a Uruguay en 1992 y se hizo cargo de la dirección técnica de la selección uruguaya.
Tuvo especial importancia en el retorno de Federico Moreira a la actividad en la temporada 1995-1996 (luego que este abandonara transitoriamente el ciclismo después de la Vuelta Ciclista del Uruguay de 1994), motivándolo y llevándolo a correr a bicicletas Caloi de San Pablo, donde Timón era un ídolo.
De su mano, Milton Wynants logró dos medallas en los juegos panamericanos de Winnipeg en 1999. Al año siguiente, Wynants conquistó la medalla de plata en los Juegos Olímpicos de Sídney.

## Palmarés
- 1957
  - Campeón americano 4 X 4000  Uruguay

- 1958
  - Campeón americano 4 X 4000  Brasil

- 1959
  -  2.º Persecución por equipos, Juegos Panamericanos, Chicago  Estados Unidos

- 1960
  - 5.º en la clasificación general final de la Vuelta Ciclista del Uruguay  Uruguay
  - 1.º en el Premio de la montaña Vuelta de México  México

- 1961
  - Ganador de la Vuelta de México  México
  - 1.º en la 2ª etapa Vuelta Ciclista del Uruguay  Uruguay
  - 1.º en la 3ª etapa Vuelta Ciclista del Uruguay  Uruguay

- 1962
  - Campeón americano 4 X 4000  México
  -  3° lugar Medalla de Bronce 4 X 100 km Campeonato Mundial  Italia
  - Ganador de la Vuelta de México  México

- 1963
  -  1.º Persecución por equipos, Juegos Panamericanos de San Pablo  Brasil
  -  1.º Ruta por equipos, Juegos Panamericanos de San Pablo  Brasil

- 1964
  - 1.º en la 3ª etapa Vuelta Ciclista del Uruguay
  - 4.º en la clasificación general final de la Vuelta Ciclista del Uruguay  Uruguay

- 1965
  - Ganador de la Vuelta Ciclista del Uruguay  Uruguay